# Ljulka AL-21
Ljulka AL-21 je proudový motor vytvořený sovětskou společností, která nesla jméno po svém hlavním konstruktérovi - Archipu Ljulkovi. Motor AL-21 se do služby dostal na začátku 70. let a pod pozdějším označením AL-21F-3 byl použit v letounech Suchoj Su-17, Suchoj Su-24, na malé sérii strojů MiG-23B a Suchoji T-10 (prototyp Suchoj Su-27).

## Technické údaje (AL-21F-3)
- Typ: Proudový motor s přídavným spalováním
- Průměr: 1100 mm
- Délka: 5300 mm
- Hmotnost suchého motoru: 1700 kg

### Součásti
- Kompresor: jednohřídelový čtrnáctistupňový axiální kompresor
- Spalovací komora: prstencová-trubková
- Turbína: třístupňová

### Výkony
- Maximální tah:
  - 76,4 kN
  - 109,8 kN s příd. spalováním
- Celkový poměr stlačení: 14,75:1
- Teplota plynů před turbínou: 1 100 °C
- Měrná spotřeba paliva:
  - 77,5 kg.h.kN (volnoběh)
  - 87,7 kg.h.kN (max. výkon)
  - 189,7 kg.h.kN (s příd. spalováním)
- Poměr tah/hmotnost: 64,7 N/kg (6,6:1)
- Životnost: 1800 hodin